# Pio XII
Pio XII is een gemeente in de Braziliaanse deelstaat Maranhão. De gemeente telt 22.220 inwoners (schatting 2009).